# Frickenhausen (Württemberg)
Frickenhausen ist eine Gemeinde im Landkreis Esslingen in Baden-Württemberg. Das Gemeindegebiet Frickenhausens liegt im Vorland der mittleren Schwäbischen Alb, das im Süden vom Albtrauf und im Norden vom Nürtinger-Esslinger Neckartal begrenzt wird.

## Geographie

### Geographische Lage

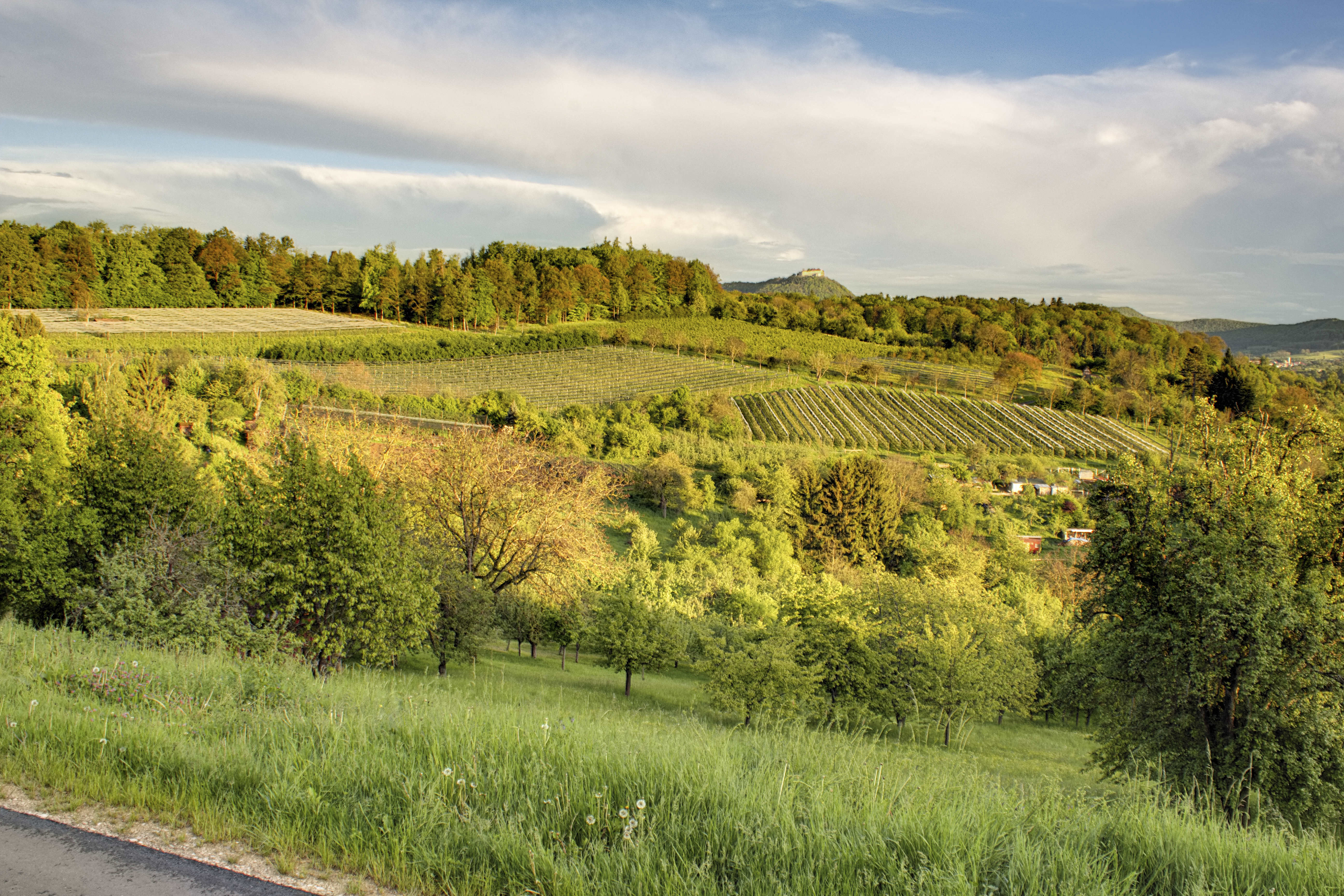
Streuobstwiesen und Weinberge bei Frickenhausen

Frickenhausen gehört zur Region Stuttgart (bis 1992 Region Mittlerer Neckar) und zur europäischen Metropolregion Stuttgart. Das Gemeindegebiet liegt überwiegend in den Tälern des Neckar-Zuflusses Steinach und einiger kleiner Nebenbäche. Der Ortsteil Tischardt ganz im Westen grenzt dagegen an den Lauf der Autmut. Das namengebende Dorf Frickenhausens ist in Luftlinie etwa vier Kilometer südsüdöstlich von Nürtingen entfernt und etwa siebzehn Kilometer in gleicher Richtung von der Kreisstadt Esslingen am Neckar. Knapp zwei Kilometer steinachaufwärts davon befindet sich die Ortschaft Linsenhofen.

### Gemeindegliederung

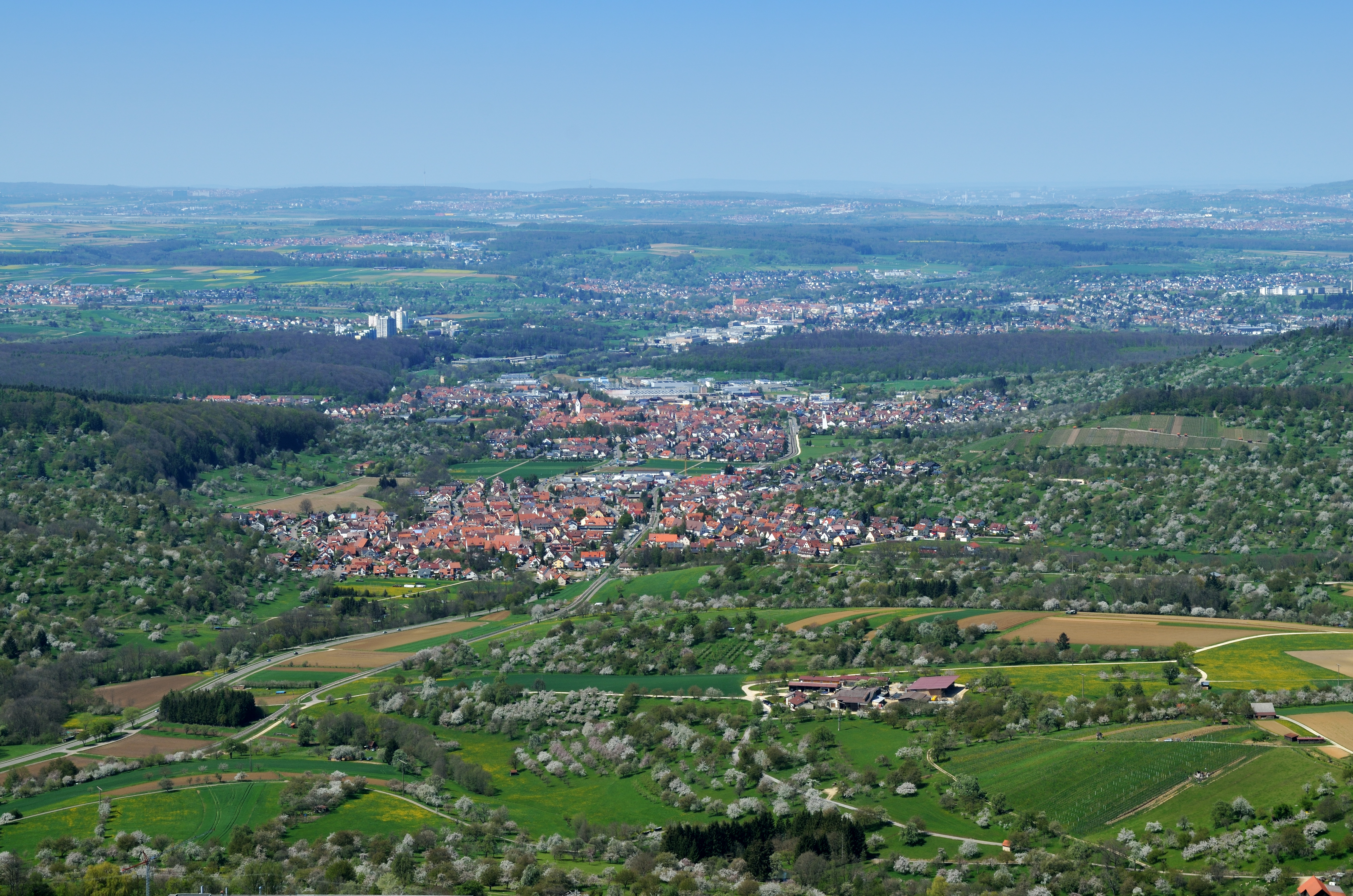
Blick auf Frickenhausen von der Burg Hohenneuffen aus

Zu Frickenhausen gehören die drei Ortsteile Frickenhausen, Linsenhofen und Tischardt. Sie bilden jeweils Wohnbezirke im Sinne der baden-württembergischen Gemeindeordnung und die beiden Ortsteile Linsenhofen und Tischardt auch Ortschaften im Sinne der baden-württembergischen Gemeindeordnung mit eigenem Ortschaftsrat und Ortsvorsteher.

### Nachbargemeinden
Angrenzende Gemeinden sind Nürtingen im Norden, Beuren im Osten, Neuffen und Kohlberg im Süden (alle Landkreis Esslingen) sowie Großbettlingen (Landkreis Esslingen) und Grafenberg (Landkreis Reutlingen) im Westen.

### Flächenaufteilung
Nach Daten des Statistischen Landesamtes, Stand 2014.

## Geschichte

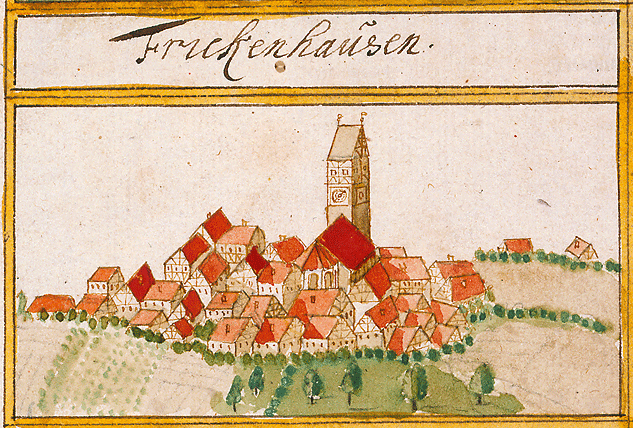
Frickenhausen 1683, Forstlagerbuch von Andreas Kieser

### Mittelalter und frühe Neuzeit
Vom Ende des 6. bis Ende des 9. Jahrhunderts gab es östlich von Frickenhausen und Linsenhofen ein Zentrum der Eisenproduktion, worauf Verhüttungsplätze hindeuten, die hier gefunden wurden. Der Ortsname Frickenhausen leitet sich wahrscheinlich vom alemannischen Personennamen Fricko ab. Erstmals in einem Lagerbuch des Spitals St. Katharina in Esslingen wird 1310 Frickenhusen genannt. Es kam mit der Herrschaft Neuffen bereits 1303 an Württemberg. Aus der Herrschaft Neuffen wurde nun das altwürttembergische Amt Neuffen.
Seit 1358 gab es nachweisbar eine katholische Marienkapelle am Ort, die 1467 zur Pfarrkirche erhoben wurde, dann aber durch einen Neubau ersetzt wurde. Dieser wurde um 1500 als spätgotische Dorfkirche errichtet. Vermutlicher Baumeister war Hans Buß, der auch Baumeister der Heiligkreuzkirche in Nürtingen war. 1534 wurde die heutige Dorfkirche in Frickenhausen evangelisch.
Die wichtigste Einkommensquelle der Frickenhäuser war der Weinbau. Durch Seuchen, Kriege und Missernten war dieser jedoch sehr krisenanfällig. Deshalb verlegten sich viele Frickenhäuser ab Mitte des 18. Jahrhunderts auf Leinenweberei, Spinnerei und Flachsanbau.

### Von der Königszeit zur Gegenwart
Frickenhausen kam 1806 bei der Umsetzung der neuen Verwaltungsgliederung im Königreich Württemberg zum Oberamt Nürtingen.
Seit dem Jahr 1900 war Frickenhausen durch die von der Württembergischen Eisenbahn-Gesellschaft betriebene Tälesbahn mit dem Bahnknoten Nürtingen verbunden und hatte somit Anschluss an das Streckennetz der Württembergischen Staatsbahnen.
Die Verwaltungsreform während der NS-Zeit in Württemberg führte 1938 zur Zugehörigkeit zum neu umfassten Landkreis Nürtingen.
Da Frickenhausen nach dem Zweiten Weltkrieg Teil der Amerikanischen Besatzungszone geworden war, gehörte der Ort somit seit 1945 zum neu gegründeten Land Württemberg-Baden, das 1952 im jetzigen Bundesland Baden-Württemberg aufging.
1973 erfolgte die Kreisreform in Baden-Württemberg, bei der Frickenhausen zum Landkreis Esslingen kam.
Nach 1978 entstand im Norden von Frickenhausen ein größeres Gewerbegebiet, in dem sich mehrere Unternehmen im Bereich des Maschinenbaus und der Elektrotechnik angesiedelt haben.

### Ortsteile

#### Tischardt
Die Gemeinde Tischardt wurde am 15. April 1972 in die Gemeinde Frickenhausen eingemeindet. Tischardt ist als Waldrodesiedlung entstanden, darauf weist auch das im Namen enthaltene Wort Hard oder Hardt = Holz hin. Erstmals erwähnt wird der Ort zusammen mit Frickenhausen in einem Lagerbuch des Spitals St. Katharina in Esslingen am Neckar im Jahr 1310. Das 1923 angenommene Wappen zeigt in blauem Schild einen silbernen Tisch, hinter dem drei silberne Bäume stehen.

#### Linsenhofen
Linsenhofen kam am 1. Januar 1975 durch Eingemeindung nach Frickenhausen. Im Jahr 1137 wird Linsenhofen erstmals genannt in den Zwiefalter Chroniken. In dem Dokument ist unter anderem die Schenkung von zwei Huben Land in Lisinhofen an das Kloster Zwiefalten vermerkt. Das Ortswappen lässt sich seit 1778 nachweisen. Auf einem Siegel sind zwei Männer zu sehen, die eine zwischen ihnen stehende Traube halten. Die Linsenhöfer sagen dazu sprichwörtlich: „Josua und Kaleb tragen einen Trauben weg!“ (vgl. 4. Mose/Num 13,23 ). Offiziell bestätigt wurde das Wappen vom Innenministerium Baden-Württemberg allerdings erst kurz vor der Eingemeindung, nämlich am 11. Dezember 1973.

### Religionen
Seit der Reformation, die in Württemberg 1534 stattfand, ist Frickenhausen evangelisch geprägt. Heute gibt es in jedem der drei Teilorte eine evangelische Kirchengemeinde, die zum Kirchenbezirk Nürtingen der Evangelischen Landeskirche gehören. Im Zentralort Frickenhausen ist nach dem Krieg auch wieder eine römisch-katholische Gemeinde entstanden, die 1965 die Kirche zum Hl. Nikolaus von der Flüe errichtete und seit 1967 eine eigene Pfarrei besitzt. Die römisch-katholische Gemeinde gehört zum Dekanat Esslingen-Nürtingen der Diözese Rottenburg-Stuttgart.  Seit einigen Jahren ist zudem eine neuapostolische Gemeinde entstanden.

### Einwohnerentwicklung
Die Einwohnerentwicklung in Frickenhausen seit 1602: (Die Tabelle ist noch nicht vollständig)
|               | 1602 | 1643 | 1684 | 1834  | 1861  | 1900  | 1939  | 1946  | 1950  | 1961  | 1970  | 1987  | 1990  | 1995  | 2000  | 2005  | 2010  | 2015  | 2020  |
| ------------- | ---- | ---- | ---- | ----- | ----- | ----- | ----- | ----- | ----- | ----- | ----- | ----- | ----- | ----- | ----- | ----- | ----- | ----- | ----- |
| Frickenhausen | 367  | 125  | 445  | 1.167 | 1.129 | 1.186 | 1.741 | 2.362 | 2.508 | 3.363 | 4.487 |       |       |       |       |       |       | 4.916 |       |
| Linsenhofen   | 430  | 215  | 360  | 1005  | 925   | 917   | 1.064 | 1.422 | 1.425 | 1.508 | 1.815 |       |       |       |       |       |       | 2.619 |       |
| Tischardt     | 95   | 0    | 100  | 344   | 330   | 431   | 366   | 499   | 538   | 654   | 977   |       |       |       |       |       |       | 1.205 |       |
| insgesamt     | 892  | 340  | 805  | 2.516 | 2.384 | 2.534 | 3.171 | 4.283 | 4.471 | 5.525 | 7.279 | 8.544 | 8.942 | 8.957 | 8.827 | 8.847 | 8.760 | 8.844 | 9.206 |

Ortschronik Frickenhausen (1602–1684), Volkszählungsergebnisse (1834 bis 1987), Fortschreibungen des Statistischen Landesamts

## Politik

### Wappen
Das Frickenhäuser Wappen wird im Heimatbuch des Kreises Nürtingen von 1953 so beschrieben: Es zeigt in silbernem Schild einen mit dem Haken nach unten gekehrten, rechts gewendeten schwarzen Dieterich. Es ist in ähnlicher Form (mit dem Haken nach oben gekehrt) seit 1799 auf dem Gemeindesiegel nachweisbar und geht wohl auf ein altes Fleckenzeichen zurück, das dem Wappen der mittelalterlichen Ortsherrenfamilie Speth nachgebildet sein könnte. Andere Deutungen sehen in dem Haken ein Fangeisen einer Wolfsfalle, wieder andere einen abgewandelten Abtstab oder die Spitzhacke eines frühmittelalterlichen Erzhauers. Das Wappen wurde der Gemeinde am 25. Juli 1955 vom Innenministerium Baden-Württemberg offiziell bestätigt. Dazu bekam sie das Recht, eine Flagge in den Farben Schwarz/Weiß (Silber) zu führen.

### Bürgermeister
- 1918–1945 Paul Scheck
- 1945–1948 Emil Gneiting (kommissarisch)
- 1948–1986 Erich Scherer
- 1986–2002 Dieter Schütz
- 2002–2010 Bernd Kuhn
- seit 2010 Simon Blessing

Am 4. Februar 2018 wurde Simon Blessing mit einem Wahlergebnis von 93,4 % in die 2. Amtsperiode als Bürgermeister gewählt.

### Gemeinderat
In Frickenhausen wird der Gemeinderat nach dem Verfahren der unechten Teilortswahl gewählt. Dabei kann sich die Zahl der Gemeinderäte durch Überhangmandate verändern. Der Gemeinderat in Frickenhausen besteht aus den gewählten 20 ehrenamtlichen Gemeinderäten (2019: 19) und dem Bürgermeister als Vorsitzendem. Der Bürgermeister ist im Gemeinderat stimmberechtigt.
Die Kommunalwahl am 9. Juni 2024 führte zu folgendem vorläufigen Endergebnis. 
| Parteien und Wählergemeinschaften | Parteien und Wählergemeinschaften                        | % 2024  | Sitze 2024 | % 2019  | Sitze 2019 | Kommunalwahl 2019 %403020100 37,01 %23,61 %39,38 % CDUSPDFWGewinne und Verlusteim Vergleich zu 2014 %p 4 2 0 −2 −4+2,52 %p−2,89 %p+3,37 %pCDUSPDFW |
| CDU                               | Christlich Demokratische Union Deutschlands              | 37,01   | 7          | 34,49   | 6          | Kommunalwahl 2019 %403020100 37,01 %23,61 %39,38 % CDUSPDFWGewinne und Verlusteim Vergleich zu 2014 %p 4 2 0 −2 −4+2,52 %p−2,89 %p+3,37 %pCDUSPDFW |
| SPD                               | Sozialdemokratische Partei Deutschlands                  | 23,61   | 5          | 29,50   | 6          | Kommunalwahl 2019 %403020100 37,01 %23,61 %39,38 % CDUSPDFWGewinne und Verlusteim Vergleich zu 2014 %p 4 2 0 −2 −4+2,52 %p−2,89 %p+3,37 %pCDUSPDFW |
| FWV                               | Freie Wähler in Frickenhausen, Linsenhofen und Tischardt | 39,38   | 8          | 36,01   | 7          | Kommunalwahl 2019 %403020100 37,01 %23,61 %39,38 % CDUSPDFWGewinne und Verlusteim Vergleich zu 2014 %p 4 2 0 −2 −4+2,52 %p−2,89 %p+3,37 %pCDUSPDFW |
| gesamt                            | gesamt                                                   | 100,0   | 20         | 100,0   | 19         | Kommunalwahl 2019 %403020100 37,01 %23,61 %39,38 % CDUSPDFWGewinne und Verlusteim Vergleich zu 2014 %p 4 2 0 −2 −4+2,52 %p−2,89 %p+3,37 %pCDUSPDFW |
| Wahlbeteiligung                   | Wahlbeteiligung                                          | 60,56 % | 60,56 %    | 57,43 % | 57,43 %    | Kommunalwahl 2019 %403020100 37,01 %23,61 %39,38 % CDUSPDFWGewinne und Verlusteim Vergleich zu 2014 %p 4 2 0 −2 −4+2,52 %p−2,89 %p+3,37 %pCDUSPDFW |

## Wirtschaft und Infrastruktur

### Wirtschaft
Frickenhausen ist ein Weinbauort, dessen Lagen zur Großlage Hohenneuffen im Bereich Remstal-Stuttgart gehören.
Des Weiteren sind in Frickenhausen mehrere große Firmen angesiedelt, wie beispielsweise Greiner Bio-One (Medizintechnik), GEA Bock (Kältemaschinen), Wohlhaupter (Werkzeughersteller) oder P. E. Schall (Messeveranstalter).

### Verkehr
Die Landesstraße L 1250 von Nürtingen nach Neuffen führt durch Frickenhausen. Der Ort ist durch den starken Straßenverkehr erheblich belastet. In der Ortsmitte zweigt von der L 1250 die Kreisstraße K 1239 nach Tischardt ab. Durch die Bahnstrecke Nürtingen–Neuffen („Tälesbahn“) ist Frickenhausen an Nürtingen und damit an das überregionale Schienennetz angebunden. Ferner besteht eine Busverbindung nach Kohlberg.

### Bildungseinrichtungen
Neben der Grund- und Gemeinschaftsschule Frickenhausen gibt es in allen drei Ortsteilen auch noch eine reine Grundschule. Außerdem gibt es insgesamt vier Kindergärten (zwei im Kernort, je einen in den beiden Ortsteilen Linsenhofen und Tischardt).

### Sport
Der TTC Frickenhausen spielte in der Tischtennis-Bundesliga der Herren und wurde 2007 und 2006 deutscher Meister sowie 2006 ETTU-Pokalsieger. Im Dezember 2005 wurde er DTTB-Pokalsieger. Nach zuletzt drei Jahren in der 2. Bundesliga erfolgte nach der Saison 2017/18 aus finanziellen Gründen der Rückzug aus dem Profisport.
Der 1. FC Frickenhausen spielt in der Bezirksliga Stuttgart Fußball und stellt drei aktive und einige Jugendmannschaften. Seine Spiele trägt der FCF im Stadion Tischardt-Egart aus.
Der NK Marsonia Frickenhausen ist ein Fußballverein, der von Immigranten aus dem ehemaligen Jugoslawien (heute vor allem Kroaten) gegründet wurde. Einer der Gründer ist der Vater von Robert Prosinečki, der später zu einem der besten Mittelfeldspieler seiner Zeit avancierte. Der Klub spielt ausschließlich in den unteren Ligen (Württembergische Kreisligen).
Die 1894 gegründete Ortsgruppe Frickenhausen des Schwäbischen Albvereins wurde 1994 mit der Eichendorff-Plakette ausgezeichnet.
Der MSC Frickenhausen e. V. im ADAC ist ein führender Motorsportverein für Trial und Enduro.

### Freizeit- und Sportanlagen
- Obstlehrpfad
- Fest- und Sporthalle im „Erich-Scherer-Zentrum“
- Stadion Tischardt-Egart

### Wasserversorgung
Die Versorgung der Bevölkerung mit ausreichend und sauberem Wasser stellte früher ein großes Problem dar. 1960 wurde die Wasserversorgung aus eigenen Quellen eingestellt und Frickenhausen ausschließlich mit Fremdwasser von der Blau-Lauter-Gruppe versorgt. Erst seit 1975, als Frickenhausen und Tischardt über die Blau-Lauter-Gruppe an die Bodensee-Wasserversorgung angeschlossen wurden, ist die Versorgungsfrage sicher gelöst. 1994 hat der Zweckverband Blau-Lauter-Gruppe mit dem Zweckverband Landeswasserversorgung fusioniert. Heute wird die Wasserversorgung in beiden Ortsteilen durch die Errichtung von Wasserhochbehältern in Linsenhofen zusätzlich sichergestellt.

### Abfallentsorgung
Für die Abfallentsorgung ist der Abfallwirtschaftsbetrieb des Landkreises Esslingen zuständig. Es bestehen getrennte Sammlungen für Biomüll, Hausmüll und Papier. Verpackungen werden im Rahmen des Grünen Punktes in sogenannten gelben Säcken gesammelt. Sperrmüll wird gegen Abgabe eines von zwei Gutscheinen jährlich kostenlos abgeholt oder kann zu einer Entsorgungsstation gebracht werden. Bei den Entsorgungsstationen können auch Elektro- und Metallschrott sowie andere wiederverwertbare Stoffe abgegeben werden. Für Sondermüll wie Leuchtstofflampen und Lacke gibt es besondere Problemstoffsammlungen.

## Kultur und Sehenswürdigkeiten
- Frickenhausen und Linsenhofen liegen an der Württemberger Weinstraße, die durch alle württembergische Weinregionen an vielen Sehenswürdigkeiten vorbeiführt.
- Eduard-Mörike-Weg

### Bauwerke
- Evangelische Kirche „Zu unserer lieben Frau“
- Jakobsbrunnen am Jakobus-Pilgerweg

### Nachtleben

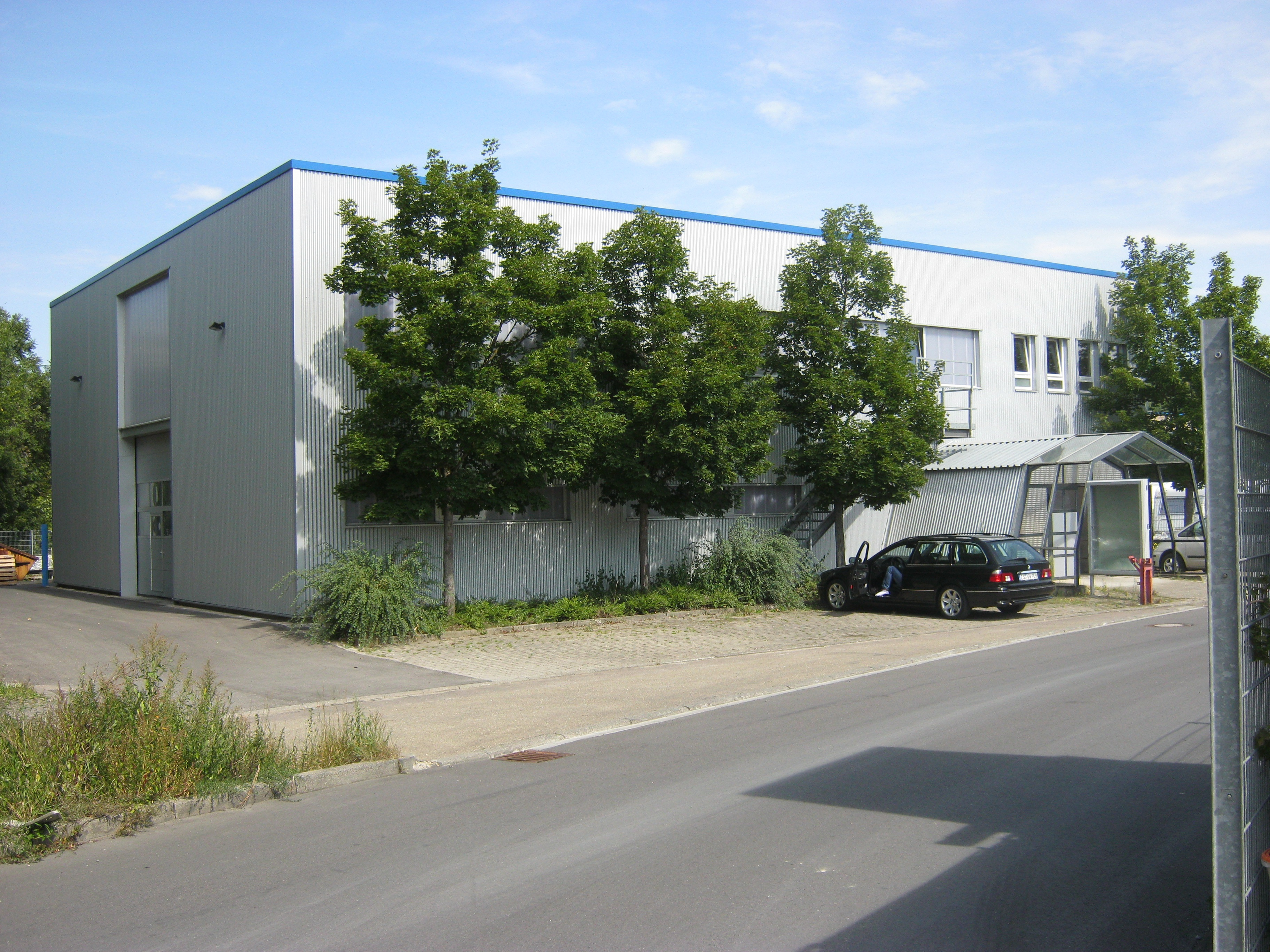
Einstige Diskothek Skylab in Frickenhausen

In der ersten Hälfte der 1990er Jahre war die Großraumdiskothek Skylab am nördlichen Ortseingang als Veranstaltungsort von Technopartys überregional bekannt.

## Persönlichkeiten

### Ehrenbürger
- Erich Scherer, Bürgermeister 1948–1986
- Ludwig König, langjähriger Gemeinderat
- Marianne Ellinger, langjährige Gemeinderätin 1971–2001, Stellvertreterin des Bürgermeisters 1981–2001

### Persönlichkeiten, die vor Ort wirken oder gewirkt haben
- Otto Hahn (1935–2023), Tier- und Naturfilmer, Kameramann, Fotograf, Buchautor und Erfinder
- Dieter Auch (* 1941), Politiker (SPD), ehemaliger Bundestagsabgeordneter, wohnt im Ortsteil Linsenhofen
- Reinhard Führer (* 1945), Politiker (CDU), Präsident des Abgeordnetenhauses von Berlin a. D., wohnte in Frickenhausen
- Carla Bregenzer (* 1946), Politikerin (SPD), ehemalige Landtagsabgeordnete, wohnt in Frickenhausen
- Helmut Henzler (* 1948), Unternehmer und ein ehemaliger Automobilrennfahrer, geboren in Frickenhausen
- Steffen Seischab (* 1969), Historiker und Autor, wohnt im Ortsteil Linsenhofen
- Marvin Plattenhardt (* 1992), Fußballprofi bei Hertha BSC, wuchs in Frickenhausen auf